# 천명제 황6녀
천명제 황6녀 (天命帝 皇6女, 1600년 ~ 1646년)는 본명은 알려져있지 않고, 누르하치의 6번째 딸이자, 생모 서비 가목호각라씨이다. 바부타이, 목고십, 바부하이, 다섯번째 딸과 친남매사이이다.

## 생애
명 만력 41년 (1613년) 황6녀가 효자고황후의 동족의 아들 엽혁나랍씨 소납에게 시집을 갔다. 《옥첩(玉牒)》, 《애신각라종보 성원집경(爱新觉罗宗谱·星源集庆)》에 따르면, 누르하치의 황6녀에게는 봉호가 없었다. 당시의 풍습에 비추어 볼 때, 격격이라고 불렸을 것이다.
숭덕 원년 (1636년)에 오빠 홍타이지가 자매들을 공주로 책봉했다. 이중, 황(皇)자매 종대격격은 찰살극공주(扎萨克公主)로 봉했다. 이복동생인 황7녀와 함께 생존해 있던 황6녀는 이름이 기록되어있지 않아, 종대격격이 황6녀인지, 황7녀인지 알려지지 않았다.
순치 3년 (1646년) 9월, 그녀는 47세의 나이로 훙거하였다. 공주와 소납의 사이에는 아들이 있는데 소극살합(苏克萨哈)이다. 강희제가 친정하기 전, 소극살합은 4대 보정대신 중 하나였지만, 오배에게 처형당했다. 누르하치의 황6녀의 7명의 손자들은 능지처사 또는 참형을 선고받았고, 소극살합의 친동생 일가까지 참형을 선고받았다. 뿐만 아니라, 오배는 소극살합의 삼촌과 사촌도 놓치지 않고, "소극살합의 도적을 말리면 안된다고, 악곶은 심복이라는 명분을 내세워 참수했다. 건륭 3년 12월 2일, 삼등시위 소이내는 증조할머니를 누르하치 제6녀로 부르며, 화석공주로 추존할 것을 요청했다. 건륭제는 이를 허락하고 화석공주의 예에 따라 분원을 수리하고, 분호를 설치할 것을 명하였다. 황6녀가 화석공주로 추존된 셈이다.